# Ștefan Rusu

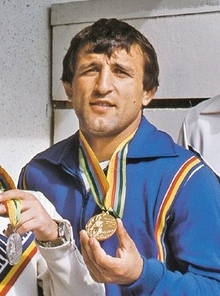
Ștefan Rusu, 1980

Ștefan Rusu (* 2. Februar 1956 in Rădăuți, Kreis Suceava) ist ein ehemaliger rumänischer Ringer. Er wurde 1980 Olympiasieger in Moskau im griechisch-römischen Stil im Leichtgewicht.

## Werdegang
Ștefan Rusu begann als Jugendlicher in Rădăuți mit dem Ringen. Schon als Junior gehörte er zu den besten rumänischen Ringern im griech.-röm. Stil im Leichtgewicht. Mit 18 Jahren wurde er in Haparanda Junioren-Europameister im griech.-röm. Stil in der Klasse bis 62 kg Körpergewicht vor Suren Nalbandjan aus der Sowjetunion, der auch künftig einer seiner härtesten Konkurrenten war u. Iwan Stajkow aus Bulgarien. Ab 1975 startete Rusu bei den Senioren. Er siegte dabei in diesem Jahr bei den Balkan-Meisterschaften im Leichtgewicht, musste aber dann erkennen, dass auch so ein Supertalent wie er noch Lehrgeld zu bezahlen hat. Bei den Europameisterschaften in Ludwigshafen am Rhein belegte er zwar noch einen annehmbaren 6. Platz, aber bei den Weltmeisterschaften in Minsk schied er nach zwei Niederlagen aus und kam nur auf den 12. Platz.
Aber bereits ein Jahr später setzte sich sein Talent durch. Er wurde im Frühjahr des Jahres 1976 in Leningrad Vize-Europameister, u. a. mit Siegen über Heinz-Helmut Wehling aus Rostock und Lars-Erik Skiöld aus Schweden und geschlagen nur von Schamil Chissamutdinow aus der UdSSR und im Herbst des Jahres 1976 Silbermedaillengewinner bei den Olympischen Spielen in Montreal. In Montreal siegte er über Andrzej Supron, einem seiner hartnäckigsten Konkurrenten künftiger Jahre und erneut über Wehling und Skiöld. Im Kampf um die Goldmedaille unterlag er wieder einem sowjetischen Sportler, Suren Nalbandjan, den er bei der Junioren-Europameisterschaft 1974 noch besiegt hatte.
1977 wurde Rusu in Bursa erneut Vize-Europameister, wobei Suren Nalbandjan wieder stärker als er war und belegte bei der Weltmeisterschaft in Göteborg den 5. Platz. In Göteborg verlor er dabei erstmals gegen Heinz-Helmut Wehling.
Von 1978 bis 1982 folgten dann die erfolgreichsten Jahre von Ștefan Rusu. Er wurde in jenen Jahren Olympiasieger in Moskau, Weltmeister 1978 in Mexiko-Stadt und 1982 in Kattowitz und Europameister 1978 in Oslo, 1979 in Bukarest, 1980 in Prievidza und 1981 in Göteborg und dazu auch noch Sieger bei der Universiade 1981 in Bukarest. In jenen Jahren hatte er nur im Jahre 1979 mit einem 7. Platz bei der Weltmeisterschaft einen negativen Ausrutscher. In diesen Jahren feierte er Siege über die gesamte damals im Leichtgewicht ringende Weltelite wie Kazimierz Lipień und Andrzej Supron aus Polen, Erich Klaus aus der BRD, Alexander Alijew, Gennadi Jermilow, Anatoli Krawtschenko, Michail Prokudin, Alexander Kudrjawzew und Suren Nalbandjan aus der UdSSR, Iwan Stajkow, Iwan Atanasow u. Nikolai Dimow aus Bulgarien, Lars-Erik Skiöld aus Schweden, Markku Yli-Isotalo und Tapio Sipilä aus Finnland, Károly Gaál aus Ungarn. Dabei ist diese Liste sicher nicht vollständig.
Auch ab 1983 war Ștefan Rusu, der 1982 in das Weltergewicht gewechselt war, noch erfolgreich, wenngleich er sich doch öfters stärkeren Ringern geschlagen geben musste. Er gewann 1984 in Los Angeles mit der Bronzemedaille seine dritte olympische Medaille und wurde 1985 in Leipzig noch einmal Europameister und in Kolbotn in Norwegen Vize-Weltmeister.
Nach der Europameisterschaft 1986 in Athen, bei der einen 5. Platz belegt hatte, beendete Ștefan Rusu seine internationale Karriere. Er war ohne Zweifel einer der erfolgreichsten Ringer aller Zeiten im griech.-röm. Stil.
Ștefan Rusu, der noch während seiner aktiven Zeit eine Trainerausbildung absolvierte, ist jetzt Trainer von CSM Bucovina Rădăuți. Auch seine Söhne Cristian, Sergiu und Laurențiu widmen sich in Rumänien mit großen Erfolgen dem Ringen. Für seine Verdienste um den Ringersport wurde er im August 2016 in die FILA International Wrestling Hall of Fame aufgenommen.

## Internationale Erfolge
(OS = Olympische Spiele, WM = Weltmeisterschaft, EM = Europameisterschaft, GR = griech.-röm. Stil, Le = Leichtgewicht, We = Weltergewicht, damals bis 68 kg bzw. 74 kg Körpergewicht)
- 1974, 1. Platz, Junioren-EM in Haparanda, GR, bis 62 kg Körpergewicht, vor Suren Nalbandjan, UdSSR, Iwan Stajkow, Bulgarien, Mats Frieberg, Schweden u. Domenico Giuffrida, Italien;
- 1975, 2. Platz, Junioren-WM in Chaskowo, GR, Le, hinter Suren Nalbandjan u. vor Iwan Larew, Bulgarien, Miroslaw Zukowski, Polen, Tapio Sipilä, Finnland u. Andreas Schelzig, DDR;
- 1975, 1. Platz, Balkan-Meisterschaft, GR, Le;
- 1975, 2. Platz, Turnier in Galați, GR, Le, hinter Lothar Fleischmann, DDR u. vor Heinz-Helmut Wehling, DDR, Manfred Schöndorfer, BRD u. Oleg Dawidjan, UdSSR;
- 1975, 6. Platz, EM in Ludwigshafen am Rhein, GR, Le, mit Siegen über Markku Yli-Isotalo, Finnland und Hermann Wolter, DDR u. Niederlagen gegen Lars-Erik Skiöld, Schweden u. Binjo Tschifudow, Bulgarien;
- 1975, 12. Platz, WM in Minsk, GR, Le, nach Niederlagen gegen Takeshi Kobayashi, Japan u. Ferenc Toma, Ungarn;
- 1976, 2. Platz, EM in Leningrad, GR, Le, mit Siegen über Ludwig Romanowski, Polen, Binjo Tschifudow, Heinz-Helmut Wehling, Sreten Damjanović, Jugoslawien u. Lars-Erik Skiöld u. einer Niederlage gegen Schamil Chissamutdinow, UdSSR;
- 1976, Silbermedaille, OS in Montreal, GR, Le, mit Siegen über Andrzej Supron, Polen, Kim Hae-Myung, Südkorea, Takeshi Kobayashi, Heinz-Helmut Wehling, Lars-Erik Skiöld uö. einer Niederlage gegen Suren Nalbandjan;
- 1977, 1. Platz, Großer Preis der Bundesrepublik Deutschland in Aschaffenburg, GR, Le, vor Bertram Hübner, BRD, Kenneth Karlsson, Schweden u. Ludwig Romanowski;
- 1977, 2. Platz, EM in Bursa, GR, Le, mit Siegen über Lionel Lacaze, Frankreich, Karl Kathan, Österreich, Mileta Durovic, Jugoslawien, Heinz-Helmut Wehling u. Erol Mutlu, Türkei u. einer Niederlage gegen Suren Nalbandjan;
- 1977, 5. Platz, WM in Göteborg, GR, Le, mit Siegen über Michal Artaviviliju, Israel, Andrzej Supron, Henri von Dingenen, Schweiz u. Ioannis Mavraganis, Griechenland u. Niederlagen gegen Heinz-Helmut Wehling u. Nikolai Dimow, Bulgarien;
- 1978, 1. Platz, Großer Preis der BRD in Aschaffenburg, GR, Le, vor Kazimierz Lipień, Polen, Erich Klaus, BRD, Lionel Lacaze, Andreas Schelzig u. Michael Olsen, Dänemark;
- 1978, 2. Platz, "Iwan-Poddubny"-Turnier in Minsk, GR, Le, hinter Suren Nalbandjan u. vor Andrzej Supron;
- 1978, 1. Platz, EM in Oslo, GR, Le, mit Siegen über Markuu Yli-Isotalo, Domenico Giuffrida, Gennadi Jermilow, UdSSR, Erol Mutlu, Andrzej Supron u. Károly Gaál, Ungarn u. trotz einer Niederlage gegen Nikolai Dimow;
- 1978, 1. Platz, WM in Mexiko-Stadt, GR, Le, mit Siegen über Henri Magistrini, Schweiz, Todd Minkel, USA, Ferenc Csaba, Jugoslawien, Alexander Alijew, UdSSR u. Andrzej Supron; im Kampf Rusu gegen Heinz-Helmut Wehling wurden beide Ringer wegen Passivität disqualifiziert;
- 1979, 1. Platz, Proßer Preis der BRD in Aschaffenburg, GR, Le, vor Károly Gaál, Kazimierz Lipień, Erich Klaus, Lionel Lacaze u. Iwan Atanasow, Bulgarien;
- 1979, 1. Platz, "Nikola-Petrow"-Turnier in Sofia, GR, Le, vor Wladimir Galkin, UdSSR, Petrow, Bulgarien, Minami, Japan, Grodzki, Polen und Nikolai Dimow;
- 1979, 1. Platz, EM in Bukarest, GR, Le, mit Siegen über Alexander Alijew, Lars-Erik Skiöld, Károly Gaál, Heinz-Helmut Wehling, Iwan Stajkow u. Andrzej Supron;
- 1979, 7. Platz, WM in San Diego, GR, Le, mit Siegen über Ki Ju Bae, Nordkorea u. Takajasu Fujita, Japan u. Niederlagen gegen Lionel Lacaze u. Andrzej Supron;
- 1980, 1. Platz, Großer Preis der BRD in Aschaffenburg, GR, Le, vor Kazimierz Lipień, Anatoli Krawtschenko, UdSSR, Károly Gaál, Lionel Lacaze u. Robert Haag, bRD;
- 1980, 1. Platz, EM in Prievidza, GR, Le, mit Siegen über Andrzej Supron, Lars-Erik Skiöld, Iwan Atanasow, Tapio Sipilä u. Anatili Krawtschenko;
- 1980, Goldmedaille, OS in Moskau, GR, Le, mit Siegen über Iwan Atanasow, Tapio Sipilä, Fernec Csaba, Reinhard Hartmann, Österreich, Lars-Erik Skiöld u. Andrzej Supron; im Kampf Rusu gegen Suren Nalbandjan wurden beide Ringer wegen Passivität disqualifiziert;
- 1981, 5. Platz, Großer Preis der BRD in Aschaffenburg, GR, Le, hinter Czeslaw Kowallik, Polen, Istvan Peter, Ungarn, Manvel Aprikian, UdSSR u. Erich Klaus;
- 1981, 1. Platz, Universiade in Bukarest, GR, Le, vor Michail Prokudin, UdSSR u. Nikolai Dimow u. Bliss Scott, USA;
- 1981, 1. Platz, EM in Göteborg, GR, Le, mit Siegen über Czeslaw Kowallik, Gerry Svensson, Schweden, Károly Gaál, Anatoli Krawtschenko u. Erich Klaus;
- 1981, 3. Platz, WM in Oslo, GR, Le, mit Siegen über Lionel Lacaze, Czeslaw Kowallik, Károly Gaál u. Iwan Stajkow u. einer Niederlage gegen Gennadi Jermilow;
- 1982, 5. Platz, EM in Warna, GR, We, hinter Andrzej Supron, Roger Tallroth, Schweden, Karolj Kasap, Jugoslawien u. Alexander Kudrjawzew, UdSSR u. vor Janko Schopow, Bulgarien;
- 1982, 1. Platz, WM in Kattowitz, GR, We, vor Andrzej Supron, Karolj Kasap, Alexander Kudrjawzew, Stojan Wasiljew, Bulgarien u. Jan Roger Olsen, Norwegen;
- 1983, 1. Platz, Großer Preis der BRD in Aschaffenburg, GR, We, vor Roger Tallroth, Karolj Kasap u. Karl-Heinz Helbing, BRD;
- 1983, 3. Platz, EM in Budapest, GR, We, hinter Ferenc Kocsis, Ungarn u. Andrzej Supron u. vor Stojan Wasiljew u. Roschtschislaw Fojtik, CSSR;
- 1983, 4. Platz, WM in Kiew, GR, We, hinter Michail Mamiaschwili, UdSSR, Andrzej Supron, Karolj Kasap u. vor Roger Tallroth u. Takahiro Mukai, Japan;
- 1984, 3. Platz, Großer Preis der BRD in Freiburg, GR, We, hinter Michail Mamiaschwili u. Roger Tallroth u. vor Karl-Heinz Helbing, J. Jamon, CSSR u. P. Vamos, Ungarn;
- 1984, 6. Platz, EM in Jönköping, GR, We, mit Siegen über Philippe Vidal, Frankreich, Jan Pedersen, Dänemark u. Andrzej Supron u. Niederlagen gegen Roger Tallroth u. Jouko Salomäki, Finnland;
- 1984, Bronzemedaille, OS in Los Angeles, GR, We, mit Siegen über Stübing, Kanada, Mohamed Hamad, Ägypten, Karolj Kasap u. Kim Young-Nam, Südkorea u. einer Niederlage gegen Jouko Salomäki;
- 1985, 1. Platz, EM in Leipzig, GR, We, vor Borislaw Welitschkow, Bulgarien, Michail Mamiaschwili, Jouko Salimäki, Jerzy Kopański, Polen u. Roger Tallroth;
- 1985, 2. Platz, WM in Kolbotn/Norwegen, GR, W, hinter Michail Mamiaschwili u. vor Jouko Salomäki, Andrzej Supron, Borislaw Welitschkow u. Karl-Heinz Helbing;
- 1986, 5. Platz, EM in Athen, GR, We, hinter Michail Mamiaschwili, Roger Tallroth, Jouko Salomäki, Jerzy Kopański u. Martial Mischler, Frankreich

## Rumänische Meisterschaften
Ștefan Rusu wurde zwischen 1975 und 1987 insgesamt zwölfmal rumänischer Meister im griech.-röm. Stil im Leicht- bzw. Weltergewicht